# Sporobolus consimilis
Sporobolus consimilis là một loài thực vật có hoa trong họ Hòa thảo. Loài này được Fresen. miêu tả khoa học đầu tiên năm 1837.